# Schlachtgeschwader 77
A Schlachtgeschwader 77 foi uma unidade aérea da Luftwaffe que atuou durante a Segunda Guerra Mundial.

## Geschwaderkommodoren
| Comandante               | Data                                            |
| ------------------------ | ----------------------------------------------- |
| Major Helmut Bruck       | 18 de Outubro de 1943 - 15 de Fevereiro de 1945 |
| Obstlt Manfred Mossinger | 16 de Fevereiro de 1945 - 8 de Maio de 1945     |

## Stab
Foi formado no dia 18 de Outubro de 1943 em Wassilkow a partir do Stab/St.G.77.

## Gruppenkommandeure
- Major Werner Roell, 18 de Outubro de 1943 - 1 de Dezembro de 1943
- Major Karl Henze, 1 de Dezembro de 1943 - 1 de Fevereiro de 1945
- Hptm Hans-Joachim Brand, 1 de Fevereiro de 1945 - 16 de Abril de 1945

Foi formado em Lemberg no dia 18 de Outubro de 1943 a partir do I./St.G.77 com:
- Stab I./SG77 a partir do Stab I./St.G.77
- 1./SG77 a partir do 1./St.G.77
- 2./SG77 a partir do 2./St.G.77
- 3./SG77 a partir do 3./St.G.77

## II. Gruppe

### Gruppenkommandeure
- Hptm Alexander Gläser, Fevereiro de 1944 - 8 de Maio de 1945[1]

Foi formado no dia 18 de Outubro de 1943 em Kalinowka a partir do I./Sch.G.1 com:
- Stab II./SG77 a partir do Stab I./Sch.G.1
- 4./SG77 a partir do 1./SG4 (11.43)
- 5./SG77 a partir do 2./Sch.G.2
- 6./SG77 a partir do 3./Sch.G.2

O 5./SG77 foi convertido para o uso do Fw 190 Panzerschreck no mês de Setembro de 1944.

## III. Gruppe

### Gruppenkommandeure
- Hptm Franz Kieslich, 18 de Outubro de 1943 - 19 de Fevereiro de 1945
- Hptm Gerhard Stüdemann, 20 de Fevereiro de 1945 - 8 de Maio de 1945

Formado no dia 18 de Outubro de 1943 em Kirowograd a partir do III./St.G.77 com:
- Stab III./SG77 a partir do Stab III./St.G.77
- 7./SG77 a partir do 7./St.G.77
- 8./SG77 a partir do 8./St.G.77
- 9./SG77 a partir do 9./St.G.77

No dia 3 de Março de 1945 o 9./SG77 iniciou a conversão para os Fw 190F-8 Panzerblitz.

## 10.(Pz)/SG77
Foi formado no dia 18 de Outubro de 1943 em Orscha a partir do 10.(Pz)/St.G.1. No dia 27 de Janeiro de 1944 foi redesignado 10.(Pz)/SG1.
Foi reformado no dia 7 de Março de 1944 em Markersdorf a partir do 6./St.G.2.